# Dans i staden, Dans på landet
Dans i staden (franska: Danse à la ville) och Dans på landet (Danse à la campagne) är två oljemålningar av den franske konstnären Auguste Renoir som båda är utställda på Musée d'Orsay i Paris. En tredje målning i samma serie heter Dans i Bougival (La Danse à Bougival) och ingår i samlingarna på Museum of Fine Arts i Boston. Alla tre målades 1883.
Den dansande mannen är Renoirs vän Paul Lhote i samtliga tre målningar. Den kvinnliga modellen till stads- och Bougivalmålningen är konstnären Suzanne Valadon som ofta stod modell för Renoirs målningar. Den kvinnliga modellen i Dans på landet är Aline Charigot som Renoir gifte sig med 1890. Även hon stod modell till många Renoirmålningar.
Bougival är en by 15 km väst om Paris, nedströms och utmed Seine. Platsen blev vid denna tidpunkt samlingspunkt för nöjeslystna parisare och drog även till sig impressionistiska konstnärer som Renoir, Claude Monet, Alfred Sisley och Berthe Morisot.

## Målningar

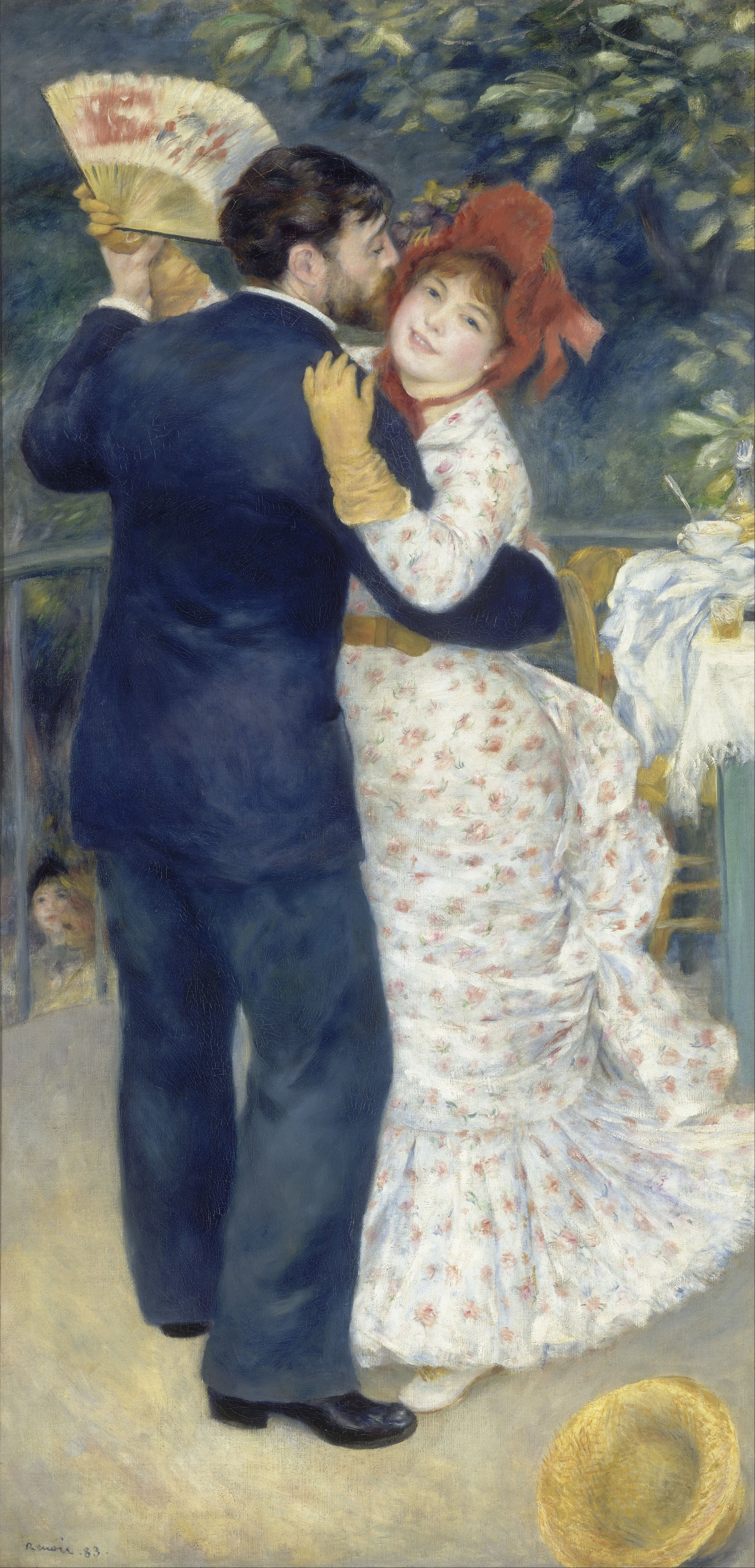
Renoirs Dans på landet från 1883. Musée d'Orsay (180 × 90 cm).
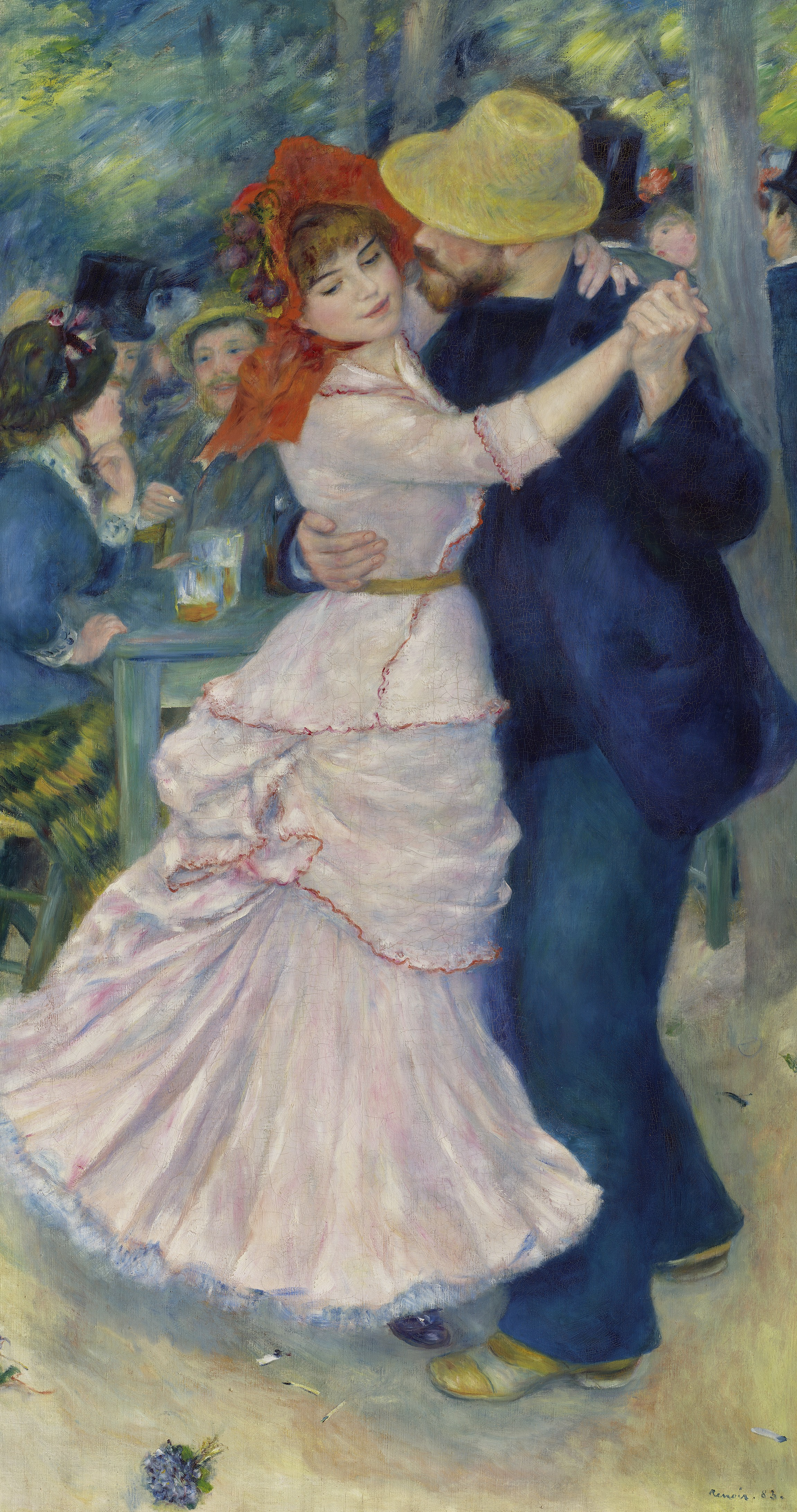
Renoirs Dans i Bougival från 1883. Museum of Fine Arts (182 x 98 cm).